# ブレイド・トムソン
ブレイド・トムソン（Blade Thomson、1990年12月4日 - ）は、プロ14スカーレッツに所属するラグビーユニオン選手。

## プロフィール
- ニュージーランド・オークランド出身。
- ポジションはロック(LO)、フランカー(FL)、ナンバーエイト(No.8)。
- 身長 198cm、体重 106kg
- U20ニュージーランド代表に選ばれたことがある[1]。
- マオリ・オールブラックスに選ばれたことがある[2]。
- スコットランド代表キャップ数は10(2021年4月現在)でワールドカップ2019のスコットランド代表に選ばれた[3]。

## 略歴
タラナキ、ハリケーンズを経て、2018年、スカーレッツに加入。  